# Le Roman comique
Le Roman comique est un roman de Paul Scarron dont la première partie fut publiée en 1651 et la seconde en 1657. Scarron meurt alors qu'il travaillait à la troisième partie du roman, qui reste inachevée. L'adjectif « comique » de son titre indique à la fois qu'il s'agit d'une œuvre plaisante, humoristique, et qui relève de la comédie. 
Dédié au cardinal de Retz, le roman débute par l'arrivée d'une troupe de comédiens au Mans et raconte leurs aventures rocambolesques dans la ville et aux environs. Il comporte une série d'histoires enchâssées : la plupart sont des nouvelles espagnoles que Scarron a traduites et adaptées. Parmi ces histoires, la plus célèbre est celle du Destin, le nom de scène de Garrigues, et de L'Étoile, en réalité Mlle de La Boissière.
Garrigues a rencontré Mlle de La Boissière à Rome, alors qu'un Français brutal tentait de lui arracher son voile. Il est tombé follement amoureux d'elle. Pour échapper à son rival, Garrigues emmène son aimée dans une troupe de comédiens rencontrée à Paris. Mais il est rattrapé par celui-ci, et de multiples aventures vont s'enchaîner.

## Structure
La première partie du roman contient vingt-trois chapitres ; la seconde en contient vingt.
La structure du roman repose sur une alternance entre un récit cadre qui raconte les aventures des personnages au Mans et dans ses environs, et des récits enchâssés, de deux types :
- des récits rétrospectifs, dont la narration est prise en charge par un personnage qui s'exprime à la première personne, et qui informent le lecteur sur le passé des protagonistes. Il s'agit de l'histoire du Destin (I,13, 15 et 18), de l'histoire de La Caverne (II, 3) et de l'histoire de Léandre (II, 5)

- des nouvelles d'inspiration espagnole, dont la narration est prise en charge par un personnage : il s'agit de l’Histoire de l'amante invisible, racontée par Ragotin (I, 9) ; d’À trompeur, trompeur et demi, racontée par Inezilla (I, 22), du Juge de sa propre cause, racontée par La Garouffière (II, 14) et enfin des Frères rivaux, racontée par Inezilla (II, 19).

Aux différentes histoires enchâssées, dont la tonalité est généralement héroïque et sentimentale, Scarron mêle des épisodes les plus comiques, autour d'un personnage nain et niais, Ragotin, sorte de miroir dérisoire de Scarron lui-même, dont le corps malade était atrophié et contrefait. La tonalité burlesque et ironique est quant à elle présente dans tout le roman. 
La structure du roman est organisée puisqu'elle alterne entre le présent de la narration et les différents récits enchâssés. Ainsi, dans la première partie, on retrouve le schéma suivant :
I,1-I,8. Aventures burlesques de comédiens (arrivées successives) → présent de narration
I, 9. « Histoire de l’amante invisible » (d’après Ragotin) → nouvelle espagnole 
I,10-I,12. Disgrâces des Ragotin → présent de narration
I,13. Histoire du Destin (1re part.) → récit rétrospectif sur un personnage 
I,14-I,15. Le curé de Domfront → présent de narration
I,15. Histoire du Destin (2e part.) → récit rétrospectif sur un personnage
I,15-I,17. Vie de la troupe → présent de narration
I,18. Histoire du Destin (3e part.) → récit rétrospectif sur un personnage
I,19-I,21. Disgrâces de Ragotin → présent de narration
I,22. Histoire d’Inézilla : « À trompeur trompeur et demi » → nouvelle espagnole
I,23. L’enlèvement d’Angélique (début) → récit rétrospectif 

La deuxième partie s'organise ainsi : 
II,1. L’enlèvement d’Angélique (péripéties) → récit rétrospectif
II,2. Variations burlesques → présent de narration
II, 3. Histoire de la Caverne (début) → récit rétrospectif sur un personnage
II,4-II,5. Léandre → récit rétrospectif 
II,6-II,10. Suite burlesque → présent de narration
II,11-II,13. L’enlèvement de l’Étoile → → récit rétrospectif
II, 14. Histoire du conseiller : « Le juge de sa propre cause » → nouvelle espagnole
II, 15. Fin de l’histoire des diamants → récit rétrospectif 
II,16-II,18. Suite burlesque → présent de narration
II,19. Histoire d’Inézilla : « Les deux frères rivaux » → nouvelle espagnole
II,20. Chute de Ragotin → présent de narration
Les deux parties se répondent. On trouve dans chacune d'elles un récit rétrospectif sur un personnage, deux nouvelles espagnoles, des épisodes burlesques et un récit rétrospectif avec péripéties. L'ensemble de la première et de la deuxième parties se déroule en huit jours environ.

## Particularités narratives
La structure du Roman comique repose aussi sur la variété de ses instances narratives.
Le narrateur du récit cadre, omniscient et externe, s'adresse régulièrement au lecteur. Scarron le constitue en conteur, recourant à de nombreuses marques d'oralité, mettant en scène des interruptions du récit, des réflexions adressées au lecteur et exhibant des choix narratifs : ainsi, quand Ragotin raconte l'histoire de l'amante invisible, le narrateur informe le lecteur qu'il prendra en charge le récit lui-même, pour éviter au lecteur les fantaisies narratives du personnage.
Les récits enchâssés font l'objet d'une délégation de la parole narrative : dans les récits rétrospectifs, les narrateurs-personnages adoptent une focalisation interne et emploient la première personne du singulier pour parler d'eux-mêmes ; dans les histoires espagnoles, les narrateurs-personnages adoptent une focalisation externe, puisqu'ils n'ont aucune part à l'histoire qu'ils racontent.

## Les personnages

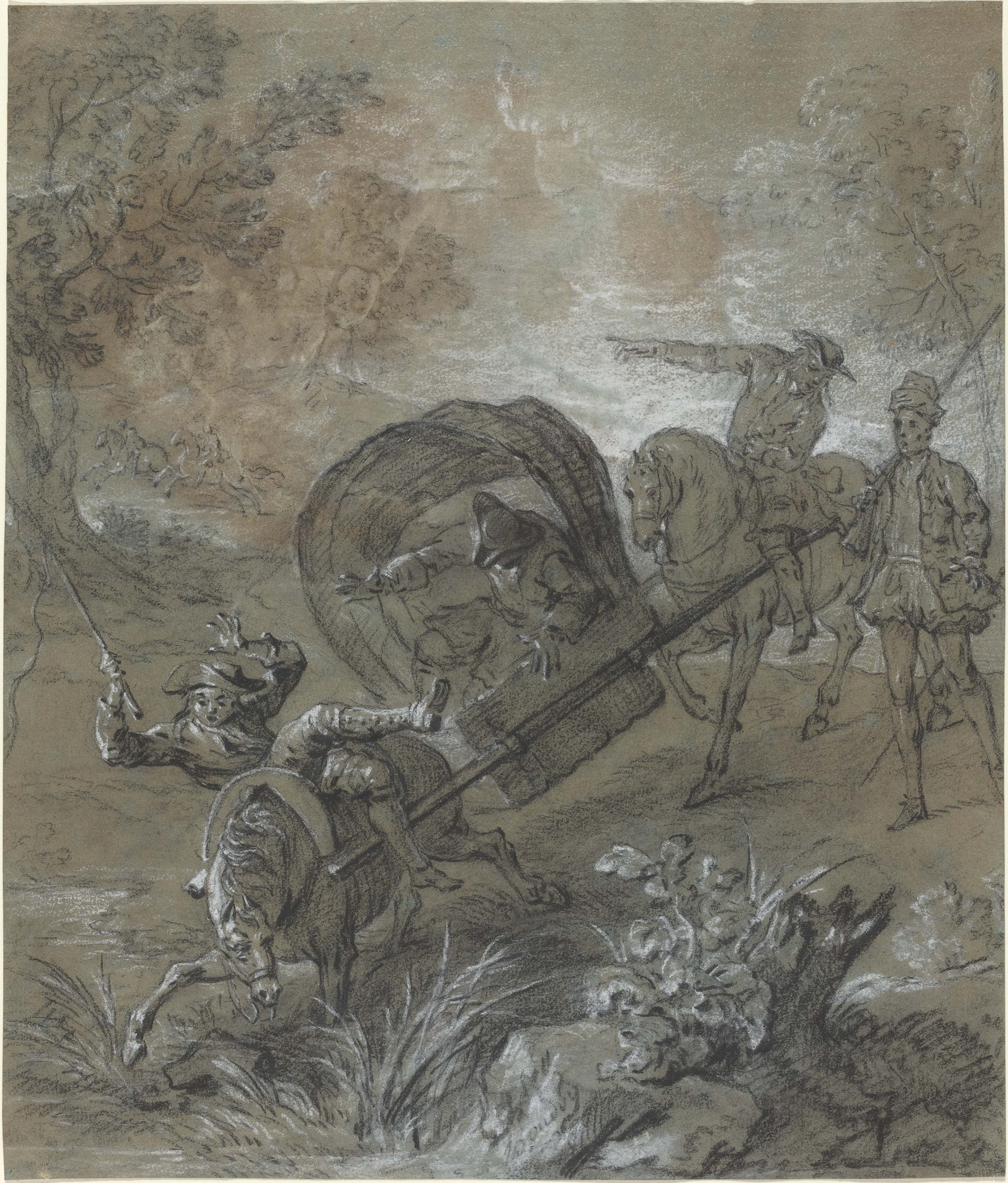
La Rancune en brancard, abattu dans le bourbier.
Scène du Roman comique de Scarron, dessin de Jean-Baptiste Oudry, National Gallery of Art, 1726.

On peut considérer Le Destin et L'Étoile comme étant les personnages principaux. C'est un couple d'amoureux qui a intégré la troupe afin de fuir des problèmes d'argent. On trouve également La Rancune, qui est un personnage misanthrope et malicieux ; La Caverne et sa fille Angélique, ainsi que Léandre, jeune homme qui s'est enrôlé pour suivre Angélique dont il est tombé amoureux. Ragotin est le personnage farcesque et bouffon par excellence : c'est un nain au tempérament vaniteux et colérique. Quant à Madame Bouvillon, elle est la figure de la matrone, femme d'un certain âge, grosse, assez laide et d'allure vulgaire.
Il aurait d'autre part immortalisé l’acteur Philandre sous les traits de Léandre, le valet de Garrigues, et sa femme sous ceux d'Angélique, dont Léandre est amoureux.

## Thèmes principaux

### La comédie et les comédiens
L'œuvre constitue également un témoignage intéressant et pittoresque des mœurs de l'époque, ainsi que l'organisation d'une troupe de théâtre. On y découvre ainsi le choix des pièces jouées, l'engouement du peuple pour ces représentants des arts ainsi que des conditions de vie nécessaires aux voyages de la troupe. 

### Le voyage

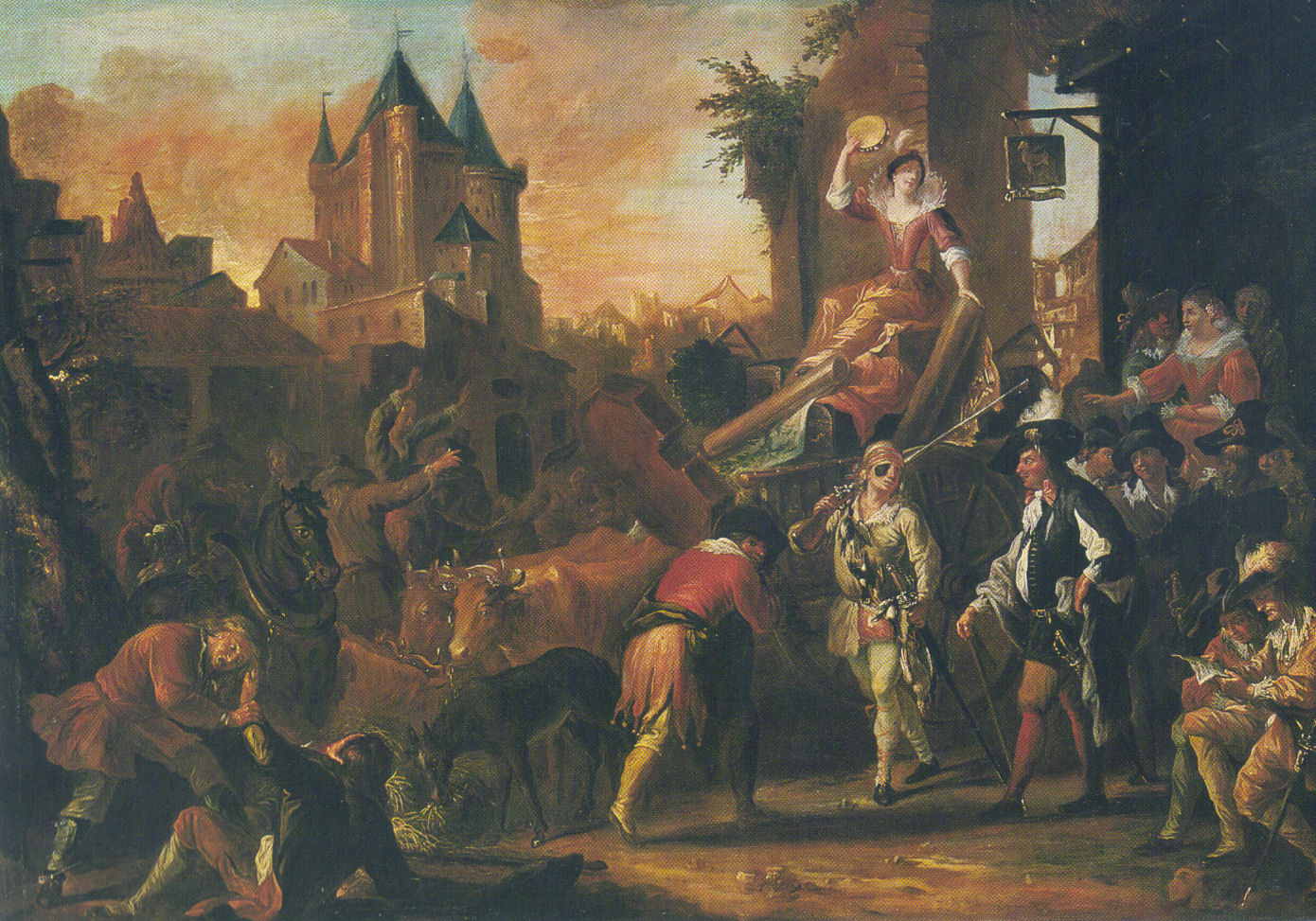
Peinture de l'arrivée des comédiens au Mans (vers 1720). par P.-D. Martin. Musée de Tessé, Le Mans

Le voyage est le thème fondateur de cette œuvre et témoigne de sa filiation picaresque. La troupe devient alors un pícaro qui, pour manger, va enchaîner les aventures.

## Influences espagnoles

### Don Quichotteet leRoman comique
À l'époque de la rédaction du Roman comique, la littérature baroque espagnole influence beaucoup d'auteurs européens. On retrouve dans le roman des emprunts à Don Quichotte de Cervantès. 
À l'inverse des traductions des nouvelles espagnoles, Scarron ne réécrit pas le roman mais s'en inspire très fortement. 
La matière romanesque est identique dans Le Roman comique et dans Don Quichotte. On retrouve dans les deux romans une même utilisation du comique (batailles entre ivrognes qui parodient les batailles chevaleresques du genre épique) et la satire des personnages de province, des paysans, qui appartiennent à l'esthétique carnavalesque. 
Les deux romans ont pour thème l'errance et l'aventure, deux formes de déplacement symbolisé par l'auberge, un lieu associé à la boisson et à la prostitution. Ce lieu est à la fois celui des rencontres et des retrouvailles. Il est parodié à la fois dans Don Quichotte et dans Le Roman comique
Les deux auteurs parodient l'énonciation romanesque. Ils tournent en dérision certains procédés énonciatifs, en raillant notamment l'origine historique de leurs fictions respectives. Dans les deux récits, le narrateur se met lui-même en avant en affectant tour à tour l'ignorance, l'ironie, la moquerie. 

### Les nouvelles espagnoles
À l'époque de la parution du Roman comique, les nouvelles espagnoles sont à la mode en France. Scarron décide d'en ajouter quatre à son récit. L'hypothèse de cette mode pourrait expliquer ce choix, de même que le goût qu'avait l'auteur pour ce genre littéraire.
Scarron emprunte trois nouvelles à Castillo Solórzano, qu'il réécrit en traduisant. 
Première nouvelle : « Les effets de l'amour » (Los efectos que hace Amor, Castillo Solórzano), traduite et adaptée par Scarron sous le titre : « Histoire de l'amante invisible ». 
Deuxième nouvelle : « A lo que obliga el Honor », Castillo Solórzano, nouvelle traduite et adaptée par Scarron sous le titre : « A trompeur, trompeur et demi »
Troisième nouvelle : Le juge de sa cause (El Juez de su Causa, María de Zayas), nouvelle traduite et adaptée par Scarron, sous le titre : « Le juge de sa propre cause »
Quatrième nouvelle : « La confusion d'une nuit » (La confusion de una noche, Castillo Solórzano), Nouvelle traduite et adaptée par Scarron, sous le titre : « Les deux frères rivaux »
Les modifications apportées par Scarron à ces traductions concernent surtout la dimension chevaleresque des nouvelles initiales. Il supprime les procédés liés au roman de chevalerie, et les remplace par des éléments burlesques qui font le lien avec la tonalité du récit principal. 
Il complexifie aussi certains personnages, en supprime d'autres et cherche à porter une part de vraisemblance en comparaison des textes initiaux. 
Enfin, il ajoute des éléments de préciosité, mouvement littéraire de l'époque d'écriture du Roman comique. Il met en avant les qualités de cœur et d'esprit de ses personnages.

## Fortune littéraire
- Le Roman comique a inspiré Le Capitaine Fracasse de Théophile Gautier (1863)[4].

### Éditions de référence
- Robert Garapon (éd.), Le Roman Comique, Paris, Imprimerie Nationale, 1980.
- Claudine Nédélec (éd.), Le Roman Comique, Paris, Classiques Garnier, 2010.

### Études
- Claudine Nédélec et Anne Boutet, Scarron : Le Roman comique, Neuilly, Atlande, 2018, 314 p., 18 cm (ISBN 978-2-35030-535-6, OCLC 1078424386)
- Jean Serroy, Roman et réalité : les histoires comiques au XVIIe siècle, Paris, Minard, 1981, 777 p., 22 cm (ISBN 978-2-85210-009-1, OCLC 8223062)
- (en) Joan DeJean, Scarron's Roman comique : a comedy of the novel, a novel of comedy, Berne, Peter Lang, 1977, 109 p., 21 cm (ISBN 978-3-26102-943-0, OCLC 3772049).
- Pierre Bornecque, « Le Comique et le Burlesque dans Le Roman comique de Scarron », XVIIe siècle, nos 110-111,‎ 1976, p. 25-43 (lire en ligne sur Gallica).

### Autres
- Illustrations du Roman comique sur Utpictura18
- Une analyse de l'œuvre